# Taylor Pyatt
Taylor William Pyatt (né le 19 août 1981 à Thunder Bay, dans la province de l'Ontario au Canada) est un joueur professionnel canadien retraité de hockey sur glace. Il a joué pour les Islanders de New York, les Sabres de Buffalo, les Canucks de Vancouver, les Rangers de New York et les Penguins de Pittsburgh au cours de sa carrière. Il est le fils de l'ancien joueur professionnel, Nelson Pyatt. Son frère, Tom, a également évolué dans la LNH.

## Biographie

### Carrière amateur
Il commence sa carrière amateur avec les Kings de Thunder Bay dans la Greater Toronto Hockey League (en) (GTHL). Lors de sa deuxième saison avec le club, Pyatt récolte 52 buts et 113 points en 60 parties.

### Carrière junior
Il est repêché 4e choix au total lors du repêchage de 1997 de la Ligue de hockey de l'Ontario (LHO) par les Wolves de Sudbury. Lors de sa saison recrue dans la LHO, il récolte 31 points et 104 minutes de pénalités en 58 matchs. En séries éliminatoires, les Wolves affronte les Colts de Barrie au premier tour. Les Wolves remporte la série en 6 matchs. Le tour suivant, ils affrontent le Storm de Guelph et sont éliminés en quatre matchs.
Lors de sa deuxième saison dans la LHO, il récolte 75 points et 95 minutes de pénalités en 68 matchs. En séries éliminatoires, les Wolves se font éliminer en 4 matchs lors du premier tour par les Bulls de Belleville. Il récolte quatre passes lors de la série. Après la saison, Pyatt est repêché au 8e rang au total du repêchage d'entrée dans la LNH 1999 par les Islanders de New York.
La saison suivante, sa troisième et sa dernière dans la LHO, Pyatt enregistre 89 points en 69 matchs, méritant ainsi une place dans la première équipe d'étoiles de la LHO. En série éliminatoires, les Wolves de Sudbury affrontent les Frontenacs de Kingston au premier tour. Les Wolves éliminent les Frontenacs en cinq matchs. Lors du tour suivant, les Wolves jouent contre les Colts de Barrie et sont éliminés en 7 matchs par ces derniers. Pyatt termine les séries éliminatoires avec 15 points en 12 parties. Il termine sa carrière dans la LHO avec 195 points en 194 matchs.

### Carrière professionnelle

#### Islanders de New York, le lock-out et les Sabres de Buffalo (2000-2006)
Le 20 novembre 2000, il inscrit son premier but en carrière dans la LNH contre le Lightning de Tampa Bay. Après la saison recrue de Pyatt, au cours de laquelle il inscrit 18 points en 78 matchs, les Islanders l'échange aux Sabres de Buffalo avec Tim Connolly le jour du repêchage, contre Michael Peca alors lauréat du trophée Frank-J.-Selke. 
Il passe une partie de la saison 2001-2002 dans la LAH avec les Americans de Rochester où il récolte 10 points en 27 matchs. Il joue quand même 48 matchs dans la LNH et récolte 20 points.
Le 28 mars 2003, il inscrit son premier tour du chapeau en carrière dans une victoire 4-1 contre les Canadiens de Montréal. Il termine la saison 2003-2004 avec 8 buts et 12 aides en 63 matchs avec les Sabres, l'équipe manquant les séries éliminatoires pour une 3e saison de suite.
Pendant le lock-out de 2004-2005, Pyatt part jouer à l'étranger pour le Hammarby IF de la HockeyAllsvenskan en Suède. Il inscrit 11 buts et 9 aides en 24 parties lors de son passage en Europe ,.
Lors de sa dernière saison à Buffalo, il récolte 12 points en 41 matchs et les Sabres terminent la saison avec 110 points, leur première saison au-dessus de 100 points en 23 ans. Lors des séries éliminatoires, les Sabres battent les Flyers de Philadelphie en 6 matchs au premier tour et les Sénateurs d'Ottawa en 5 matchs au deuxième tour. Les Sabres se qualifient pour affronter les Hurricanes de la Caroline dans leur première finale de l'Association de l'Est depuis 1999. Malheureusement, les blessures s'enchaînent et les Sabres s'inclinent en 7 matchs. Pyatt termine les séries éliminatoires avec 5 points en 14 parties.

#### Canucks de Vancouver (2006-2009)
Après avoir passé quatre saisons à Buffalo, le 14 juillet 2006 Pyatt est échangé aux Canucks de Vancouver contre un choix de quatrième tour lors du repêchage d'entrée dans la LNH 2007 (plus tard échangé par les Sabres aux Flames de Calgary). Pour sa première saison à Vancouver, Taylor Pyatt atteint des sommets personnels aux chapitres des buts et des points avec 23 buts et 37 points en 76 matchs. En série, les Canucks éliminent les Stars de Dallas au premier tour en 7 parties. Lors du tour suivant, ils s'inclinent en 5 matchs face aux Ducks d'Anaheim. Il termine les séries éliminatoires avec 2 buts et 6 points.
Le 13 janvier de la saison 2007-2008, Pyatt reçoit un bâton au visage. Se mettant en travers d'une tentative de dégagement d'Eric Brewer lors d'un match contre les Blues de Saint-Louis, il reçoit pour cette blessure 25 points de suture à la lèvre supérieure et une attelle dans la bouche pour maintenir ses dents. Il termine la saison avec 16 buts et 37 points. Les Canucks termine la saison dernier rang dans leur division et sont éliminés des séries.
Lors de sa dernière saison avec les Canucks, il marque 10 buts et inscrit 19 points en 69 matchs. Les Canucks terminent 1er dans leur division et sont de retour en séries éliminatoires. Lors du premier tour, les Canucks balayent les Blues de Saint-Louis en 4 rencontres. Ils se font éliminer lors du tour suivant par les Blackhawks de Chicago en 6 rencontres. Pyatt joue les 4 matchs du premier tour mais ne dispute aucun des matchs du deuxième tour contre les Blackhawks en raison de la mort de sa fiancée dans un accident de voiture, le 3 avril 2009.

#### Coyotes de Phoenix (2009-2012)
Le 2 septembre 2009, il signe un contrat de un an avec les Coyotes de Phoenix,. Lors sa première saison avec Phoenix, il marque 12 buts et inscrit 11 aides en 74 matchs. En séries éliminatoires, les Coyotes font face aux Red Wings de Détroit lors du premier tour. Les Red Wings remportent la série en 7 matchs. Pyatt récolte 1 but et une passe lors de la série.
La saison suivante, Pyatt inscrit 18 buts et enregistre 31 points en 76 matchs. En séries éliminatoires, les Coyotes affronte les Red Wings pour une deuxième année de suite lors du premier tour. Cette fois-ci, les Red Wings balayent les Coyotes en 4 parties. Il ne récolte aucun point lors de la série.
En 2011-2012, il prend part à 73 matchs et il récolte 9 buts et 10 aides en saison régulière. Lors des playoffs, les Coyotes battent les Blackhawks de Chicago en 6 matchs au premier tour. Il gagne alors leur premier tour de série éliminatoire depuis 1987. Lors du tour suivant, ils gagnent la série contre les Predators de Nashville en 5 matchs. En finale d'association, les Coyotes perdent contre les futurs champions de la Coupe Stanley, les Kings de Los Angeles.

#### Rangers de New York et les Penguins de Pittsburgh (2012-2014)
Le 3 juillet 2012, Pyatt signe avec les Rangers de New York un contrat de deux ans et 3,1 millions de dollars. Il joue les 48 matchs de la saison 2012-2013 écourtée en raison d'un lock-out, et inscrit 11 points, dont 6 buts. Au premier tour des séries éliminatoires, les Rangers battent les Capitals de Washington en 5 matchs. Ils perdent face au Bruins de Boston lors du deuxième tour.
La saison suivante, il joue 22 matchs avec les Rangers avant d'être réclamé au ballottage par les Penguins, le 2 janvier 2014.

#### LNA et la retraite (2014-2015)
Le 24 juillet 2014, il signe un contrat d'un an avec le Genève Servette-Hockey Club (GSHC) en Suisse. Il gagne la Coupe Spengler avec l'équipe lors de sa seule saison avec le club. À l'issue de la saison, il prend sa retraite.

## Statistiques
| Saison     | Équipe                 | Ligue       |     | Saison régulière | Saison régulière | Saison régulière | Saison régulière | Saison régulière |    | Séries éliminatoires | Séries éliminatoires | Séries éliminatoires | Séries éliminatoires | Séries éliminatoires |
| Saison     | Équipe                 | Ligue       | PJ  | B                | A                | Pts              | Pun              | PJ               | B  | A                    | Pts                  | Pun                  |                      |                      |
| 1997-1998  | Wolves de Sudbury      | LHO         | 58  | 14               | 17               | 31               | 104              | 10               | 3  | 1                    | 4                    | 6                    |                      |                      |
| 1998-1999  | Wolves de Sudbury      | LHO         | 68  | 37               | 38               | 75               | 95               | 4                | 0  | 4                    | 4                    | 6                    |                      |                      |
| 1999-2000  | Wolves de Sudbury      | LHO         | 68  | 40               | 49               | 89               | 98               | 12               | 8  | 7                    | 15                   | 25                   |                      |                      |
| 2000-2001  | Islanders de New York  | LNH         | 78  | 4                | 14               | 18               | 39               | -                | -  | -                    | -                    | -                    |                      |                      |
| 2001-2002  | Sabres de Buffalo      | LNH         | 48  | 10               | 10               | 20               | 35               | -                | -  | -                    | -                    | -                    |                      |                      |
| 2001-2002  | Americans de Rochester | LAH         | 27  | 6                | 4                | 10               | 36               | -                | -  | -                    | -                    | -                    |                      |                      |
| 2002-2003  | Sabres de Buffalo      | LNH         | 78  | 14               | 14               | 28               | 38               | -                | -  | -                    | -                    | -                    |                      |                      |
| 2003-2004  | Sabres de Buffalo      | LNH         | 63  | 8                | 12               | 20               | 25               | -                | -  | -                    | -                    | -                    |                      |                      |
| 2004-2005  | Hammarby IF            | Allsvenskan | 24  | 11               | 9                | 20               | 20               | -                | -  | -                    | -                    | -                    |                      |                      |
| 2005-2006  | Sabres de Buffalo      | LNH         | 41  | 6                | 6                | 12               | 33               | 14               | 0  | 5                    | 5                    | 10                   |                      |                      |
| 2006-2007  | Canucks de Vancouver   | LNH         | 76  | 23               | 14               | 37               | 42               | 12               | 2  | 4                    | 6                    | 6                    |                      |                      |
| 2007-2008  | Canucks de Vancouver   | LNH         | 79  | 16               | 21               | 37               | 60               | -                | -  | -                    | -                    | -                    |                      |                      |
| 2008-2009  | Canucks de Vancouver   | LNH         | 69  | 10               | 9                | 19               | 43               | 4                | 0  | 0                    | 0                    | 2                    |                      |                      |
| 2009-2010  | Coyotes de Phoenix     | LNH         | 74  | 12               | 11               | 23               | 39               | 7                | 1  | 1                    | 2                    | 2                    |                      |                      |
| 2010-2011  | Coyotes de Phoenix     | LNH         | 76  | 18               | 13               | 31               | 27               | 4                | 1  | 0                    | 1                    | 0                    |                      |                      |
| 2011-2012  | Coyotes de Phoenix     | LNH         | 73  | 9                | 10               | 19               | 23               | 16               | 4  | 2                    | 6                    | 2                    |                      |                      |
| 2012-2013  | Rangers de New York    | LNH         | 48  | 6                | 5                | 11               | 6                | 12               | 2  | 2                    | 4                    | 4                    |                      |                      |
| 2013-2014  | Rangers de New York    | LNH         | 22  | 0                | 1                | 1                | 10               | -                | -  | -                    | -                    | -                    |                      |                      |
| 2013-2014  | Penguins de Pittsburgh | LNH         | 34  | 4                | 0                | 4                | 10               | -                | -  | -                    | -                    | -                    |                      |                      |
| 2014-2015  | Genève-Servette        | LNA         | 28  | 14               | 11               | 25               | 18               | 8                | 1  | 4                    | 5                    | 4                    |                      |                      |
| Totaux LNH | Totaux LNH             | Totaux LNH  | 859 | 140              | 140              | 280              | 430              | 69               | 10 | 14                   | 24                   | 26                   |                      |                      |

## Parenté dans le sport
- Frère du joueur Tom Pyatt.
- Fils du joueur Nelson Pyatt.